# 483 Seppina
483 Seppina este un asteroid din centura principală, descoperit pe 4 martie 1902, de Max Wolf.